# Підгорний Микола Васильович
Микола Васильович Підгорний (нар. 16 березня 1944) — український маляр живописець. Член НСХУ, Заслужений художник України.

## Біографія
Народився у сім'ї репресованих в Балашові під час II СВ коли його родина змушена була евакуюватися з Полтави до Саратовської області. По закінченню війни родина Миколи Васильовича повернулася до рідного міста. Згодом закінчив Дніпропетровську художню школу. Мистецький доробок переважно складають портрети, і поєднання абстракції та ню. Окрім того певну частину робіт, котрі зберігаються в Полтавському історичному музеї, Микола Підгорний присвятив епосі Козаччини.